# Fontanus Központ
A Fontanus Tudományos Módszertani Kutató- és Oktatási Központ (röviden: Fontanus Központ) 2013-ban alapított független intézmény.
Tevékenységi körébe többek között önálló tudományos kutatómunka, a kutatások alapján összeállított oktatási módszerek, módszertanok, képzések és publikációk tartoznak, főleg az oktatás, oktatási módszertanok, játékelmélet, testtudat,  mozgásformák, edzéselmélet, rehabilitáció szakterületeken.

## Kutatások és módszertan
A Fontanus Központ kutatásaira az interdiszciplinaritás jellemző, különböző szakterületek (egyebek mellett: orvostudomány, neveléstudomány, pszichológia, jogtudomány, esztétika, etika) képviselői dolgoznak együtt a kutatási témákon. A különböző tudományterületek közötti munkának a közös alapot és hátteret a filozófia szolgáltatja. A Központ szakmai vezetője, Török-Szabó Balázs: A teória, A teoretika és A fejlődéspraktika című könyvei egyszerre elméleti összefoglalói a szervezet tudományos munkásságának és kiindulási alapjai további kutatásoknak és a Központ által fejlesztett módszertanoknak.
A Fontanus az általa létrehozott ismeretet és tudásanyagot különböző módszertanok, eszközök, képzések és publikációk formájában bocsátja a közönség rendelkezésére.
A kutatási területek között szerepelnek többek között: az egyén és a valóság kapcsolata, információ, információáramoltatás, a tudat mibenléte és működése, a gondolkodás, a kritikai gondolkodás, a fejlődés és fejlesztés, hatékony oktatási módszerek kidolgozása, a zene, játékelmélet és játék alapú oktatás, edzés és edzéselmélet, testtudat, rehabilitáció, kommunikáció és konfliktuskezelés.

## Főbb kutatási eredmények

### Water Skyball
A Water Skyball (WSB) speciális szabályokkal rendelkező vízi páros sportág. A játék a Fontanus Központ szakmai vezetőinek szellemi terméke, amit eredetileg saját oktatási eszközként fejlesztettek ki. A cél olyan fejlesztő játék kidolgozása volt, amelyben a fizikai képességek mellett nagy hangsúlyt kap a taktika, az ügyesség, a helyzetek felismerése, ezáltal nem csupán a fizikai fejlesztés, de a mentális képességek fejlesztése is. A játékból mára önálló sportág vált, évente megrendezett országos női és férfi első- és másodosztály bajnokságokkal és amatőr kupákkal.

### Balance to the Power Two mozgásterápiás edzésmódszer
A Balance2 mozgásterápiás edzésmódszer a Fontanus Tudományos Módszertani Kutató- és Oktatási Központ több éves kutatásainak eredményeit ötvözi. Tudományos kutatásokra, szaktudásra épít, figyelembe veszi a XXI. század emberének igényeit, az ember felépítésére, természetes mozgásigényére alapoz és folyamatosan fejlődik. A kutatásban részt vett mozgásrehabilitációs szakorvos, szakedző, sportoló és filozófus is.

### Sportfilozófia
A sportfilozófia a filozófiának egy teljesen új területe, mely a sporthoz és a mozgást végző emberhez a filozófia felől közelít. Az egyén és teste közötti összefüggéseket és kapcsolatokat tárja fel, és mindennek a gyakorlati alkalmazására helyezi a fő hangsúlyt.

### Képességfejlesztő játékok
A logika, a kritikai gondolkodás, a stratégiai érzék és a gondolkodás számos más területének fejlesztésére kialakított táblás és egyéb játékok. Ezek közül kiemelhetők a Castle Of Mind játékcsalád társasjátékai.

## Kapcsolatok más szervezetekkel
Az intézmény több magyarországi és nemzetközi szervezettel is kapcsolatban áll.
Egyebek mellett: Magyar Filozófiai Társaság, az UNESCO Magyar Nemzeti Bizottsága, Mesterséges Intelligencia Koalíció, L'Harmattan Kiadó, SOPHIA Network, The Philosophy Foundation, Ljubljanai Egyetem, Bákói Egyetem, JátékosLét Kutatóközpont.